# Berliner Motor Corporation
De Berliner Motor Corporation was de belangrijkste importeur en distributeur van Europese motorfietsen in de Verenigde Staten van 1951 tot de jaren tachtig. Ze verhandelde de merken Ducati, Indian, Moto Guzzi, Sachs, Zündapp, het eigen merk J-Be (Joe Berliner), de merken van Associated Motor Cycles  (Norton, Matchless en, AJS) en het bandenmerk Metzeler. 

## Geschiedenis
De (vijf) gebroeders Berliner waren Hongaarse Joden. Voor de Tweede Wereldoorlog werkte Joseph Berliner in de radio-, fiets- en motorfietshandel van zijn vader. Hij was opgeleid als monteur en zakenman. In 1941 werd een groot deel van de familie Berliner - waaronder Joseph, Michael en nog drie broers - ingesloten in een Hongaars dwangarbeiderskamp. De broers werden in 1944 overgeplaatst naar Auschwitz. Daar overleefden vier van hen door hun kennis van techniek en het onderhoud aan Duitse legertrucks. De vijfde broer overleed als gevolg van honger en typhus. Als zonen van een anti-communistisch activist durfden ze niet naar hun geboorteland terug te keren. Dankzij het Zweedse Rode Kruis had Joseph zijn vrouw teruggevonden en hij besloot met zijn familie in 1947 te emigreren naar de Verenigde Staten. Daar werd hij partner in de International Motorcycle Company, die Zündapp-motorfietsen voor de Verenigde Staten importeerde. In 1957 nam hij het bedrijf over en samen met zijn broer Michael richtte hij de Berliner Motor Corporation in New York op. Ze bleven als dealer en reparateurs verantwoordelijk voor Zündapp ten oosten van de Mississippi. In 1959 verhuisde de hoofdvestiging van New York naar Hasbrouck Heights (New Jersey). In 1961 werd men exclusief vertegenwoordiger van Norton in de VS. In 1963 werd men ook exclusief importeur van Matchless. In 1965 werd de Berliner Motor Corporation hoofdsponsor van de stuntrijder Evel Knievel, die voor zijn show van een Norton Atlas Scrambler werd voorzien.
| Norton Atlas             |
| Moto Guzzi V7 Ambassador |
| Moto Guzzi 850 Eldorado  |
| Moto Guzzi California    |

## Invloed op motorfietsontwerpen
Joseph ("Joe") Berliner had grote invloed op de producten die de Europese merken op de Amerikaanse markt afzetten vanwege zijn grote kennis van die markt. Berliner deed niet alleen voorstellen over het ontwerp van bepaalde modellen, het kon ook eisen dat motorfietsen een bepaald ontwerp kregen. Ducati schreef over Joe Berliner: "Een man begiftigd met een grote beslissingsbevoegdheid in Borgo Panigale". 

### Ducati
De Ducati Apollo 1260 is wellicht het beste voorbeeld van de invloed die Berliner op de productie. Berliner wilde een zware motorfiets die kon concurreren met Harley-Davidson, vooral als politiemotor. Daarom ontwikkelde Fabio Taglioni een viercilinder-Ducati, die nooit uit het prototypestadium kwam. De 125cc-Ducati Bronco (1960) kwam wel in productie en was speciaal voor Berliner bedacht. Zo kwam er in 1962 ook de Ducati Scrambler. 

### Associated Motor Cycles
Associated Motor Cycles bouwde op basis van de Norton Dominator de Norton Atlas en Atlas Scrambler en de P 11 Ranger voor de Amerikaanse markt. Ook de Commando S, de Commando 750 Roadster en de Norton Electra ES 400 waren op de Amerikaanse markt gericht.

### Moto Guzzi
Moto Guzzi had in 1967 de Moto Guzzi V7 Militare uitgebracht voor de Italiaanse politie, maar de machine vond meteen haar weg naar politiekorpsen in de Verenigde Staten. Toen de Moto Guzzi V7 ook in burgerversie verscheen, overtuigde Joe Berliner de Italianen om een machine met een hoger stuur (naar de Amerikaanse mode) te bouwen om met Harley-Davidson te concurreren. Moto Guzzi bouwde daarop eerst de V7 Ambassador met de 757cc-motor die van de Moto Guzzi V7 recordmachine stamde (de V7 had een 704cc-motor). In 1971 volgde de V7 850 California, die ook in Europa een groot succes werd, en in 1971 alleen voor de Amerikaanse markt de V7 850 Eldorado. 

## De teloorgang

### Honda
Honda had al in 1954 een aantal Honda Juno K-scooters naar de Verenigde Staten geëxporteerd. Het had zich daarna gericht op de markt in Europa en Zuid-Oost Azië, maar toen het meer serieuze motorfietsen ging bouwen wilde het zich in Amerika vestigen. Directeur Soichiro Honda wilde een zo kort mogelijk traject met zijn klanten hebben (het Honda Model A uit 1946 werd zelfs direct aan klanten verkocht). Japanse bedrijven waren in de jaren vijftig voor hun export echter afhankelijk van handelsfirma's, waardoor het traject erg lang werd: producent → handelsmaatschappij → importeur → dealer → klant. Om dat te voorkomen stuurde Honda Kihachiro Kawashima naar de Verenigde Staten om de American Honda Motor Company Inc. op te richten, waardoor die lijn veel korter werd: producent → dealer → klant. Honda zette al snel goede marketingcampagnes op voor de Honda 50 ("Nifty, Thrifty, Honda-Fifty" en later "You meet the nicest people on an Honda") en het begon ook speciale machines voor de Amerikaanse markt te bouwen, zoals modellen uit de Honda Dream-serie die de modelaanduiding met een "A" kregen (Bijvoorbeeld: Honda CA 71 Dream). Uiteraard had de Berliner Motor Company door deze constructie geen enkele invloed op Honda, dat met de komst van de Honda CB 450 "Black Bomber" de meeste Britse 650cc-motorfietsen grote concurrentie aandeed. 

### Ondergang van de Britse motorfietsindustrie
Associated Motor Cycles was al in 1966 overgegaan in Norton-Villiers, dat op zijn beurt in 1977 failliet ging. Daarmee was de Britse motorfietsindustrie feitelijk ter ziele en had de Berliner Motor Company bijna geen leveranciers meer.

### Moto Guzzi
Nadat Ducati al eerder was afgehaakt ging Moto Guzzi in 1984 haar export regelen via Benelli/Moto Guzzi North America. Daarmee was de American Motor Company haar laatste leverancier kwijt en werd het bedrijf gesloten.